# Wotgalih (Jatinegara)
Wotgalih is een bestuurslaag in het regentschap Tegal van de provincie Midden-Java, Indonesië. Wotgalih telt 3599 inwoners (volkstelling 2010).